# Срывкин, Владимир Алексеевич
Владимир Алексеевич Срывкин (24.09.1904 — 29.05.1944) — советский военачальник, военный лётчик, участник Освобождения Западной Украины и Великой Отечественной войны, командир 14-й, 206-й, 201-й, 10-й гвардейской истребительных и 206-й штурмовой авиационных дивизий, полковник.

## Биография
Владимир Алексеевич Срывкин родился 24 сентября 1904 года в городе Ростове-на-Дону. Русский.
В Красной армии с 1924 года. Окончил полковую школу 28-го стрелкового полка Украинского военного округа в 1927 году, Военно-теоретическую школу ВВС РККА в Ленинграде в 1928 году, 1-ю военную школу летчиков имени А. Ф. Мясникова в 1930 году, курсы усовершенствования начальствующего состава при Военной академии командного и штурманского состава ВВС Красной армии в 1943 году.
Призван в РККА в 1924 году и направлен в 28-й стрелковый полк Украинского военного округа. В 1927 году окончил полковую школу 28-го стрелкового полка, затем учился в Военно-теоретической школе ВВС РККА в Ленинграде. После окончания теоретического курса переведен в 1-ю военную школу летчиков имени А. Ф. Мясникова, которую окончил в 1930 году. С 1931 года проходил службу на летных должностях Украинского военного округа. С 1934 года командовал эскадрильей, затем отрядом в 452-й авиабригаде ВВС Украинского военного округа.
Летом 1938 года назначен командиром 43-го истребительного авиационного полка ВВС Киевского военного округа (до 1935 года — Украинский военный округ). С 1939 года — помощник командира 72-й истребительной аиабригады. В этой должности участвовал в походе Красной армии в Западную Украину. В 1940 году переведен на Дальний Восток на должность заместителя командира 32-й истребительной аиабригады в город Спасск. В 1941 году назначен заместителем командира 70-й истребительной авиационной дивизии ВВС Дальневосточного фронта в городе Ворошилов.
С началом войны в этой же должности. 28 февраля 1942 года присвоено воинское звание полковник. С 7 по 20 марта 1942 года полковник Срывкин командовал 14-й истребительной авиационной дивизией. В середине мая назначен командиром 206-й истребительной авиационной дивизии, в июле преобразованной в штурмовую. Дивизия участвовала в Сталинградской битве. В конце декабря 1942 года полковник Срывкин без разрешения командования 8-й воздушной армией оставил передовые аэродромы и тем самым не выполнил боевую задачу командования по поддержке танковых частей 2-й гвардейской армии под Абганерово. За это был освобожден от занимаемой должности и зачислен в резерв Военного совета армии. Позже направлен на учёбу на курсы усовершенствования начальствующего состава при Военной академии командного и штурманского состава ВВС Красной армии. По их окончании с августа 1943 года приступил к командованию 201-й истребительной авиационной дивизией, которая 10 августа была переименована в 10-ю гвардейскую истребительную авиационную дивизию и воевала в составе 2-й воздушной армии Воронежского фронта.
В ходе Курской битвы части дивизии прикрывали войска фронта от ударов авиации противника, боролись за господство в воздухе. В дальнейшем дивизия участвовала в освобождении левобережной Украины, в битве за Днепр, в Житомирско-Бердичевской, Корсунь-Шевченковской, Ровно-Луцкой и Проскуровско-Черновицкой наступательных операциях.
В апреле 1944 года полковник Срывкин был тяжело ранен и 29 мая умер от ран.

## Награды
- Орден Красного Знамени][1];
- медали][1].